# Pansermine
En pansermine eller antitankmine (forkortet "AT mine") er en type landmine, som er beregnet til at ødelægge køretøjer, herunder kampvogne og andre pansrede kampkøretøjer.
Sammenlignet med antipersonelminer har panserminer typisk en meget større eksplosiv ladning og en udløser, som er designet til kun at blive udløst af køretøjer, eller i nogle tilfælde hvis man piller ved minen.